# Kabinett İnönü X
Das Kabinett İnönü X war die 28. Regierung der Türkei, die vom 25. Dezember 1963 bis zum 20. Februar 1965 durch Ministerpräsident İsmet İnönü geleitet wurde.
Nachdem die Koalition aus Cumhuriyet Halk Partisi und Adalet Partisi nur wenige Monate nach der Wahl bestand, einigten sich CHP, Yeni Türkiye Partisi und Cumhuriyetçi Köylü Millet Partisi auf eine gemeinsame Regierungsbildung. Bei der  Kommunalwahl am 17. November 1963 mussten die regierenden Parteien allerdings einen Rückschlag hinnehmen. Die oppositionelle Adalet Partisi konnte die Wahlen mit 45,48 % deutlich für sich entscheiden. Ende November brach die Koalition auseinander. Inönü entschloss sich zu einer Minderheitsregierung, die von der Yeni Türkiye Partisi und unabhängigen Abgeordneten unterstützt wurde. 
Am 13. Februar 1965 versagten allerdings alle Oppositionsparteien dem Haushaltsplan ihre Unterstützung. Damit war Inönü gescheitert. Er trat zurück und der parteilose Senator Suat Hayri Ürgüplü wurde Ministerpräsident in einer Übergangsregierung, die bis zu den Neuwahlen die Regierungsgeschäfte führte.

## Minister
| Titel                                          | Name                           | Partei                            | Amtszeit                                                                   |
| ---------------------------------------------- | ------------------------------ | --------------------------------- | -------------------------------------------------------------------------- |
| Ministerpräsident                              | İsmet İnönü                    | CHP                               |                                                                            |
| Stellvertretender Ministerpräsident            | Kemal Satır                    | CHP                               |                                                                            |
| Staatsminister                                 |                                |                                   |                                                                            |
| Malik Yolaç                                    | unabhängig                     |                                   |                                                                            |
| İbrahim Saffet Omay                            | CHP                            |                                   |                                                                            |
| Vefik Pirinççioğlu                             | CHP                            | 15. Dezember 1963 – 13. März 1964 |                                                                            |
| Nuvit Yetkin                                   | CHP                            | 13. März 1964 – 20. Februar 1965  |                                                                            |
| Justizminister                                 | Sedat Çumralı Sırrı Atalay     | CHP CHP                           | 25. Dezember 1963 – 15. Dezember 1964 15. Dezember 1964 – 29. Februar 1965 |
| Verteidigungsminister                          | İlhami Sancar                  | CHP                               |                                                                            |
| Innenminister                                  | Orhan Öztrak                   | CHP                               |                                                                            |
| Außenminister                                  | Feridun Cemal Erkin            | unabhängig                        |                                                                            |
| Finanzminister                                 | Ferit Melen                    | unabhängig                        |                                                                            |
| Bildungsminister                               | İbrahim Ökten                  | CHP                               |                                                                            |
| Verkehrsminister                               | Ferit Alpiskender Mahmut Vural | CHP CHP                           | 25. Dezember 1963 – 15. Dezember 1964 15. Dezember 1964 – 20. Februar 1965 |
| Minister für Monopole                          | Mehmet Yüceler                 | CHP                               |                                                                            |
| Industrieminister                              | Muammer Erten                  | CHP                               |                                                                            |
| Landwirtschaftsminister                        | Turan Şahin                    | CHP                               |                                                                            |
| Handelsminister                                | Fenni İslimyeli                | CHP                               |                                                                            |
| Minister für Kultur und Tourismus              | Ali İhsan Göğüş                | CHP                               |                                                                            |
| Minister für Bau- und Siedlungswesen           | Celalettin Uzer Sadık Kutlay   | CHP CHP                           | 25. Dezember 1963 – 15. Dezember 1964 15. Dezember 1964 – 20. Februar 1965 |
| Minister für dörfliche Angelegenheiten         | Lebit Yurdoğlu                 | CHP                               |                                                                            |
| Minister für öffentliche Arbeiten              | Arif Hikmet Onat               | CHP                               |                                                                            |
| Minister für Gesundheit und Sozialhilfe        | Kemal Demir                    | CHP                               |                                                                            |
| Minister für Arbeit und soziale Sicherheit     | Bülent Ecevit                  | CHP                               |                                                                            |
| Minister für Energie und natürliche Ressourcen | Hüdai Oral                     | CHP                               |                                                                            |